# Augustin Chaho
Joseph-Augustin Chaho (euskara: Agosti Xaho Lagarde) (Tardets-Sorholus, 10 de octubre de 1810 - Bayona, 22 de octubre en 1858) escritor y periodista francés, nacido en el territorio vascofrancés de Sola (Zuberoa en euskara), fue también un lingüista especializado en euskera y en la cultura india. Algunas de sus obras son consideradas precursoras del independentismo vasco.

## Formación, estudios lingüísticos
Fue estudiante de lenguas orientales en París y el primero en señalar el interés y antigüedad de ciertos elementos de la cultura popular vasca y relacionarlos con otras culturas, plasmándolo en los siguientes trabajos: Carta al Sr. Xavier Raymond sobre las analogías existentes entre la lengua vasca y el sánscrito, en 1836 Études grammaticales sur la langue euskarienne (Estudios gramaticales sobre la lengua vasca) que lo dedica al Zazpirak-Bat (lo que le convertiría en precursor de la zazpiak bat, unión de los siete, de Euskal Herria) y "Guerra de los alfabetos" que es un diccionario de cuatro lenguas: euskera, francés, español y latín.
En 1838 fundó en Toulouse la Revue des Voyants. Posteriormente fundó y dirigió en Bayona el periódico L'Ariel, de ideología republicana, entre 1844 y 1852, hasta que Napoleón III acabó con la II República Francesa, clausurando el periódico y Chaho se fue a Vitoria desterrado.

## Pensamiento político
Él se considera políticamente socialista, republicano, revolucionario y radical. Había sido nombrado consejero municipal de Bayona, comandante de la guardia nacional y presentó, con éxito, su candidatura para el Consejo General de los Bajos Pirineos (1849-1851). Su ideario además de expresarlos en los artículos de su periódico, aparece en la obra de 1834 Paroles d'un Biscaïen aux liberales de la reine Christine (Palabras de un vizcaíno a los liberales de la reina Cristina); Braulio Foz escribió una refutación a esta obra en 1835 titulada Palabras de un vizcaíno a los liberales de la reina Cristina, que ha publicado en París M. J. A. Chaho, traducidas y contestadas por don B. Foz. «Es un socialista revolucionario, es pro-carlista porque se da cuenta de que los carlistas defienden los fueros y por tanto la independencia vasca» según resume el historiador Eukeni Goyhenetxe.
Este planteamiento, sin embargo, dista de ser unánime. Algunos autores, como Jon Juaristi, sostienen que Chaho fue probablemente «un agente doble pagado en ambos lados», tanto por los legitimistas como por los republicanos franceses. Otros, como Javier Díaz Noci, afirman que se trata de «una figura típicamente romántica (escritor, periodista, viajero, político radical de izquierdas, poeta, aficionado al estudio de las ciencias ocultas y las lenguas exóticas)», que fue «uno de los primeros que citaron al País Vasco como una nación oprimida por España y luchando por su independencia»
Los carlistas ordenarían la expulsión de Chaho a Francia mediante Real Orden del 8 de abril de 1835, tras haber sido instado cuatro días antes por otra Real Orden a que manifestase por escrito y en pliego cerrado sus circunstancias personales y el objeto de su venida. Según Martín Ugalde, los que rodeaban a don Carlos fueron quienes lo sacaron de Navarra, inquietos de sus ideas. De acuerdo con José Antonio Vaca de Osma, en cambio, fue el propio general Zumalacárregui quien expulsó a Chaho con cajas destempladas.
A pesar de ello, tras la muerte de Zumalacárregui, Chaho atribuiría al caudillo carlista sus propios planteamientos políticos, manteniendo que el general le había confirmado, en una supuesta entrevista secreta, la justeza de sus opiniones. Ello después de haber tratado de presentar a los carlistas como verdaderos liberales, a Don Carlos como monarca constitucional y al carlismo como la expresión táctica del independentismo vasco.

## Precursor del nacionalismo vasco
Su obra Voyage en Navarre pendant l'insurrection des basques (1830-1835) (Viaje por Navarra durante la insurrección de los vascos), publicada en 1836 durante la Primera Guerra Carlista y considerada una formulación explícita del nacionalismo vasco anterior por tanto, al pensamiento de Sabino Arana, es junto con otros textos, como los aparecidos en sus artículos para el periódico L'Ariel y en la obra Paroles d'un Biscaïen aux liberales de la reine Christine, una reivindicación del independentismo y de la formación de una «federación vasca» tal como resumen las palabras del historiador Eukeni Goyhenetxe:

La independencia vasca se justifica por: la geografía; una frontera artificial divide la unidad natural del pueblo vasco; la lengua, que tendrá que enseñarse, la historia, en la cual los vascos han desempeñado un papel glorioso hasta la llegada de los Bárbaros; el derecho, los fueros, que garantizan la verdadera libertad y la verdadera igualdad, contra el falso liberalismo que lleva al despotismo, y contra el capitalismo[...]. Contra la conspiración franco-española predica la violencia hasta la insurrección armada, a no ser que una federación vasca restaure los fueros y agrupe a los vascos entre Francia y España.

Por otro lado, según Jon Juaristi:

La objeción más contundente al supuesto nacionalismo de Chaho se apoya en la certeza de que ni los carlistas vascos se reconocieron en el retrato ideológico que trazó de ellos, ni el propio escritor se definió jamás a sí mismo como algo distinto de un republicano francés. Ya fuese Chaho un auténtico revolucionario, o bien, como yo mismo he sostenido alguna vez, un agente legitimista infiltrado en los medios republicanos, de lo que no cabe duda es de su identificación con la patria francesa. Por los mismos años en que sostenía su campaña en favor de los carlistas españoles desde su periódico L'Ariel, Chaho era comandante de la Guardia Nacional en Bayona.

José María Azcona también mantiene que Chaho, en realidad, a pesar de sus alharacas y mixtificaciones, se sentía francés, y trató de promover sin éxito el separatismo vasco solo al sur de los Pirineos, mostrando sus denuestos para Castilla como francés más que como vasco. De hecho, en el periódico L' Ariel, escrito, casi en su totalidad por Chaho, aparece en toda su fuerza —según Azcona— su espíritu polemista en pro de la unidad francesa.
Augustin Chaho también inventó la leyenda de Aitor que posteriormente pasó al dominio popular a través de la novela histórica de Navarro Villoslada, "Amaya o los vascos en el siglo VIII".
Según Juaristi Chaho fue un "mixtificador" pero con buenas dotes de escritor y "de poderosa imaginación para recrear los mitos", tan en boga durante el romanticismo. Sin embargo, en opinión de Juaristi, la historia y la cosmovisión que Chaho atribuía a los vascos es una mera adaptación de los mitos arios, que los románticos alemanes acababan de reelaborar a partir de las traducciones de textos brahmánicos y avésticos. Estos textos alemanes llegaron a Francia a través de Charles Nodier, de quien Chaho fue entusiasta seguidor antes de convertirse en solitario promotor del protonacionalismo vasco. A Chaho no se le conoció ningún seguidor durante su vida, salvo su editor, el impresor de Bayona Lesseps, y solo un siglo después sus textos comenzaron a ser leídos con entusiasmo al sur del Pirineo por parte del sector anticlerical del nacionalismo vasco.

## Obra

### Ensayo
- Azti-begia, Agosti Chaho Bassaburutarrak Ziberou herri maitiari Parisetik igorririk beste hanitchen aitzindari arguibidian goiz izarra (1834)
- Paroles d'un voyant (1834) (reeditado por Jean Curutchet, Bayona, 1989)
- Paroles d'un Biscaïen aux libéraux de la reine Christine (1834)
- La Philosophie des Révélations (1835)
- L'espagnolette de S. Louis, Agonie du Parti Révolutionnaire en France y Lettre a Jacques Laffitte (1840)
- Histoire primitive des Euskariens-Basques (1840-1847) en colaboración con el vizconde Charles Beltzuntze. Recoge la leyenda de Aitor.
- Philosophie des religions comparées (1846)

### Narraciones y novelas
- Voyage en Navarre pendant l'insurrection des basques (1830-1835) (1836)
- Aïtor. Légende cantabre / Aitor. - Leyenda cántabra / Aitor. - Kantabriar kondaira (1845)
- Lelo ou la Navarre il y a 500 ans (1848)
- Safer ou des houris espagnoles (1854)
- Biarritz entre les Pyrénées et l'ocean. Itinéraire pittoresque (1855)

### Estudios de lingüística
- Etudes grammaticales sur la langue euskarienne en colaboración con Anton Abadia (1836)
- Dictionnaire basque, français, espagnol et latin, d'aprés les meilleurs auteurs classiques et les dictionnaires des Academies française et espagnole (1856) Completado antes de su fallecimiento solo hasta la letra M.

### Compilaciones
- Azti-begia eta beste izkribu zenbait (1992, Elkar)

### Lírica
- Kantutegia (2006, Susa)